# Horiba
Horiba (堀場製作所, Horiba Seisaku-sho) é um fabricante japonês de instrumentos de precisão para medição e análise. Foi fundada em 1945 por Masao Horiba, que se formou em física nuclear na Universidade de Kyoto. No início de 1950 começou a produção em massa de medidores de pH, apresentada pela empresa foi registrada em 1953. De 1959 até 2002 a Hitachi foi um acionista principal, e as duas empresas mantém relações estreitas.
Em 1972 a empresa estabeleceu subsidiárias nos Estados Unidos e Europa. Em 1996-7 Horiba adquiriu duas empresas francesas: os glóbulos especialista contador fabricante ABX SA (atualmente chamado HORIBA Medical) em 1996 e a fabricante de equipamentos ópticos SA Instruments (atualmente Horiba Jobin Yvon SA) em 1997.